# Toda la puta vida igual
Toda la puta vida igual es el undécimo disco (y decimosexto lanzamiento) del grupo español La Polla Records. Este trabajo conmemora los 20 años de la banda, que había sido fundada en 1979. El lanzamiento es el último grabado con Txarly, que en enero del 2000 abandonaría la banda debido a un problema en la audición.
En el disco, aparece una canción en euskera, "Shanti".

## Canciones
1. "Ya no quiero ser yo" - 2:59
2. "Tumba 37" - 2:20
3. "Deja a los niños" - 1:44
4. "Shanti" - 1:16
5. "Igual para todos" - 2:00
6. "Puedes ser idiota" - 1:53
7. "No aburras" - 2:29
8. "Mundo cabrón" - 2:15
9. "Basura" - 2:16
10. "Pastelarium" - 3:28
11. "Maigenerasion" - 2:11
12. "Guaschibo" - 2:00
13. "Esta todo muy mal" - 2:50
14. "Chisourray" - 2:07
15. "Ingenua" - 2:20
16. "Día positivo" - 3:14
17. "La gamberra" - 2:21
18. "Nadie llorará por ti" - 2:22
19. "Que turututu, ay que tururu" - 2:42
20. "Toda la puta vida igual" - 1:29
21. "La democracia funciona" - 0:44 (bonus track)

## Personal
- Evaristo - Voz.
- Txarly - Guitarra solista, coros.
- Sume - Guitarra rítmica, coros y Segunda Voz.
- Abel - Bajo.
- Fernandito - Batería.

- Datos: Q6147836